# Samoty
Samoty (také Röhrenberská či Adlerova Huť, německy Röhrenberghütte či Adlerhütte) jsou zaniklá osada na Šumavě, nedaleko Strážného. Místo dnes leží v katastrálním území Žlíbky, které spadá pod obec Horní Vltavice.
Osada vznikla 18. století, zřejmě v souvislosti se vznikem sklářské hutě, kterou zde v roce 1755 založil Tobiáš Adler. Vyrábělo se zde křídové duté sklo a páteříky. V roce 1759 jí převzal jeho syn František Antonín Adler, začala však upadat. Do konce 18. století (1798) huť zanikla úplně. Ve jméně osady se však dlouho udržela, ještě v roce 1921 byla označována jako Röhenberská huť. Osada spadala pod obec Horní Vltavice.
V roce 1921 bylo v osadě 23 domů, ve kterých žilo 147 obyvatel, všichni německé národnosti. Po druhé světové válce bylo osada vysídlena, v roce 1950 bylo v osadě 24 domů, nikdo zde však nežil. Osada v dalších letech zanikla.